# Hygien

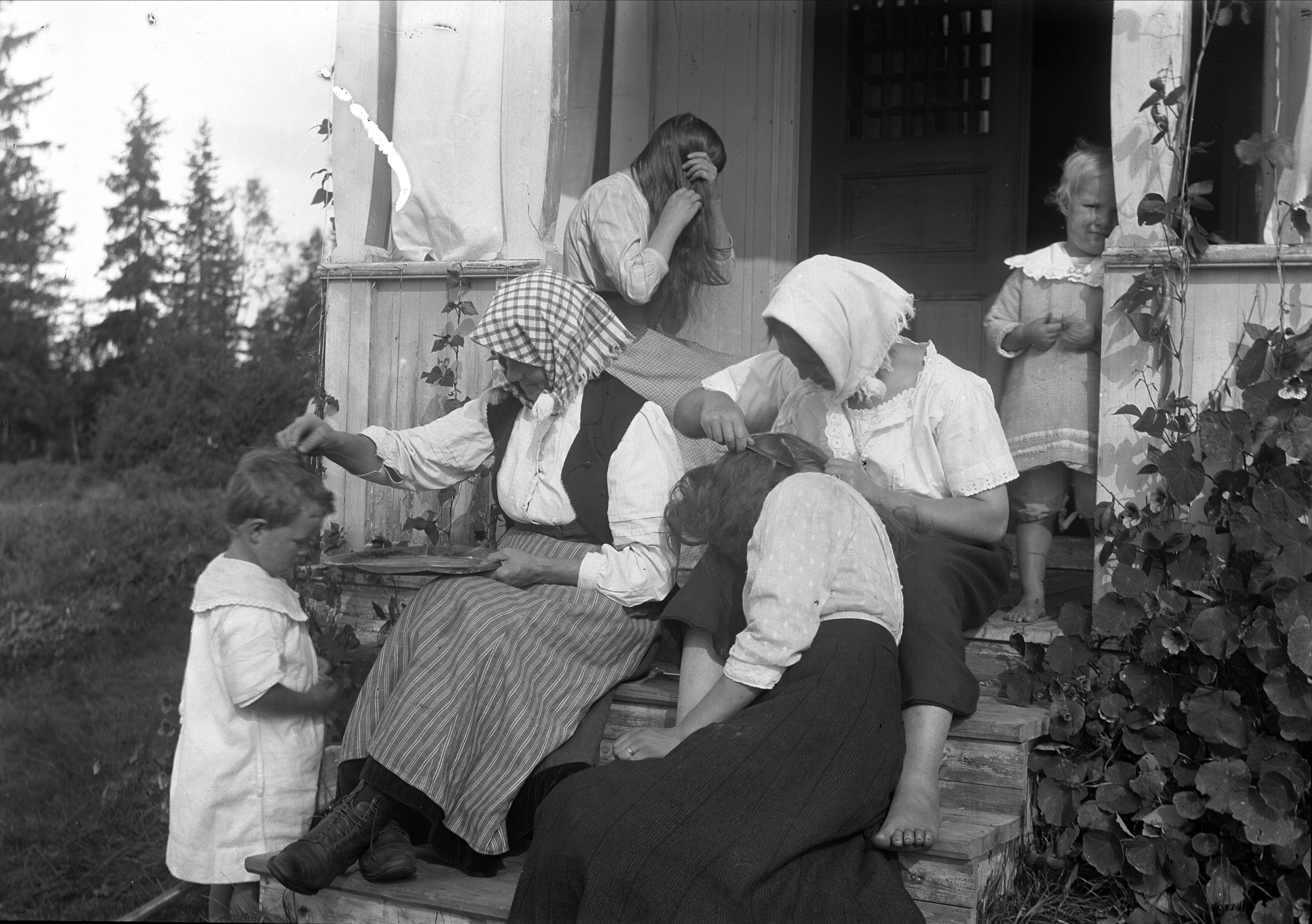
Avlusning och kamning 1912.

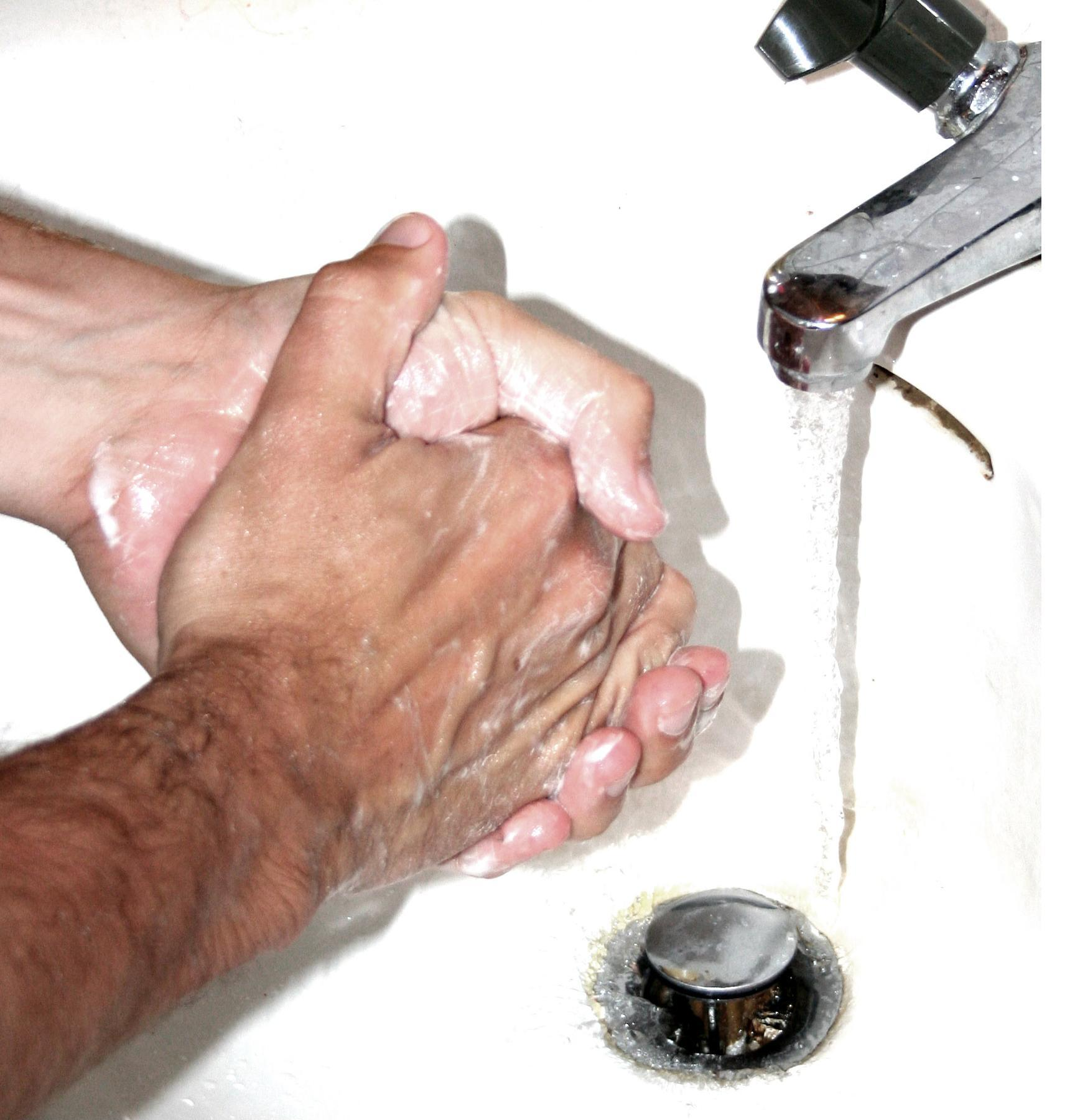
Att tvätta händerna är ett exempel på god hygien.

Hygien är hälsovårdslära eller rengöring av kroppen eller människans omgivning. Vilken nivå av renlighet som kan anses hygienisk beror på sammanhanget. Termen kommer av Hygieia, som var dotter till Asklepios och gudinna över hälsa, renlighet och renhållning i den grekiska mytologin.
Hygien är även en medicinsk disciplin som studerar miljöfaktorers inverkan på människors hälsotillstånd. I Sverige går detta ämnes historia tillbaka till 1876, då en professur i allmän hälsovårdslära inrättades vid Karolinska institutet. Numera har begreppet hygien i denna betydelse alltmer ersatts av miljömedicin. 
I vidare bemärkelse används begreppet på aktiviteter som syftar till avlägsnande av något oönskat som anses skadligt eller motbjudande (vare sig det i verkligheten är det eller inte), liksom beteenden eller tankar (mentalhygien) eller till och med människor (teorier om rashygien). Hygien är i dessa avseenden ett laddat begrepp eftersom det inte enbart handlar om det som faktiskt är skadligt utan också har att göra med djupare psykologiska faktorer.
Förenta Nationerna utropade 2008 till det internationella sanitetsåret. Syftet med sanitetsåret var att belysa hur man med små medel kan förbättra vardagen för behövande. Hygienområdet präglas i vissa fall av okunskap som förstärks av olika sociala och kulturella tabun. Dålig hygien påverkar människans motståndskraft negativt och därigenom livslängden, medan ökad kunskap kring hygien gör det dagliga livet enklare att leva.
Bristfällig hygien drabbar inte endast utvecklingsländer. Hygien är en viktig fråga för både utvecklingsländer och den industrialiserade delen av världen och tillgången till hygienprodukter är avgörande för att ge människor ett drägligt liv. Blöjor, mensskydd, toalettpapper och inkontinensskydd är både en fråga om hälsa och livskvalitet.

## Personlig hygien
Personlig hygien är en människas arbete med att hålla kroppen ren. Se bad, dusch och tandborstning.